# Marek Harny
Marek Harny, właściwie Marek Lubaś (ur. 11 września 1946 w Zabrzu) – polski pisarz.

## Życiorys
Ukończył Technikum Chemiczne w Krakowie i studia dziennikarskie na Uniwersytecie Warszawskim. W młodości był przez kilka lat robotnikiem w przemyśle chemicznym. W latach 1989–2017 pracował w Gazecie Krakowskiej w Krakowie.
Jego debiutem literackim był zbiór opowiadań Unieś mnie, wielki ptaku, wydany w 1975, za który otrzymał nagrodę literacką im. Stanisława Piętaka. W 2003, po dłuższym milczeniu, ukazała się jego powieść Urodzony z wiatru, nawiązująca do historii i legendy podhalańskiego partyzanta Ognia, w części oparta na rodzinnych doświadczeniach autora, który dzieciństwo spędził w Nowym Sączu. Książka ta, która na wydanie czekała ponad 20 lat, przez dziennik Rzeczpospolita określona została jako jedna z najważniejszych powieści ostatnich lat i nominowana do Nagrody Literackiej im. Józefa Mackiewicza. Z kolei powieść Zdrajca, podejmująca temat lustracji w Kościele  (choć autor deklaruje się jako niewierzący), otrzymała wyróżnienie Stowarzyszenia Wydawców Katolickich FENIKS 2008 w kategorii literackiej. W powieściach Dwie kochanki, Sny wojenne i Dziecko września autor powrócił do tematu wojny i jej wpływu na losy pokoleń powojennych. Szczególne miejsce wśród nich zajmują Sny wojenne, których fabuła osnuta została na kanwie prawdziwych wydarzeń, a za pierwowzór jednej z głównych postaci posłużył zbrodniarz wojenny Heinrich Hamann, szef gestapo kolejno w Nowym Sączu i Krakowie.
Jest również autorem trzech powieści sensacyjno-kryminalnych: Pismak (Nagroda Wielkiego Kalibru podczas 3. edycji Festiwalu Kryminału), Wszyscy grzeszą i W imię zasad.

## Wydane książki
- Unieś mnie, wielki ptaku (1975), opowiadania
- Kraina naszej tęsknoty (1985). powieść
- Góry są w nas (1990), opowiadania
- Urodzony z wiatru (2003), powieść
- Lekcja miłości (2003), powieść
- Pismak; (2005) powieść kryminalna
- Samotność wilków (2006), powieść
- Zdrajca (2007), powieść
- Wszyscy grzeszą (2008); powieść kryminalna
- W imię zasad (2011); powieść kryminalna
- Dwie kochanki (2014), powieść
- Wolontariuszka (2015), powieść
- Sny wojenne (2018), powieść
- Dziecko września (2021), powieść